# Septoria orobina
Septoria orobina är en svampart som beskrevs av Sacc. 1878. Septoria orobina ingår i släktet Septoria och familjen Mycosphaerellaceae.   Inga underarter finns listade i Catalogue of Life.